# تمثیل کارگران در تاکستان

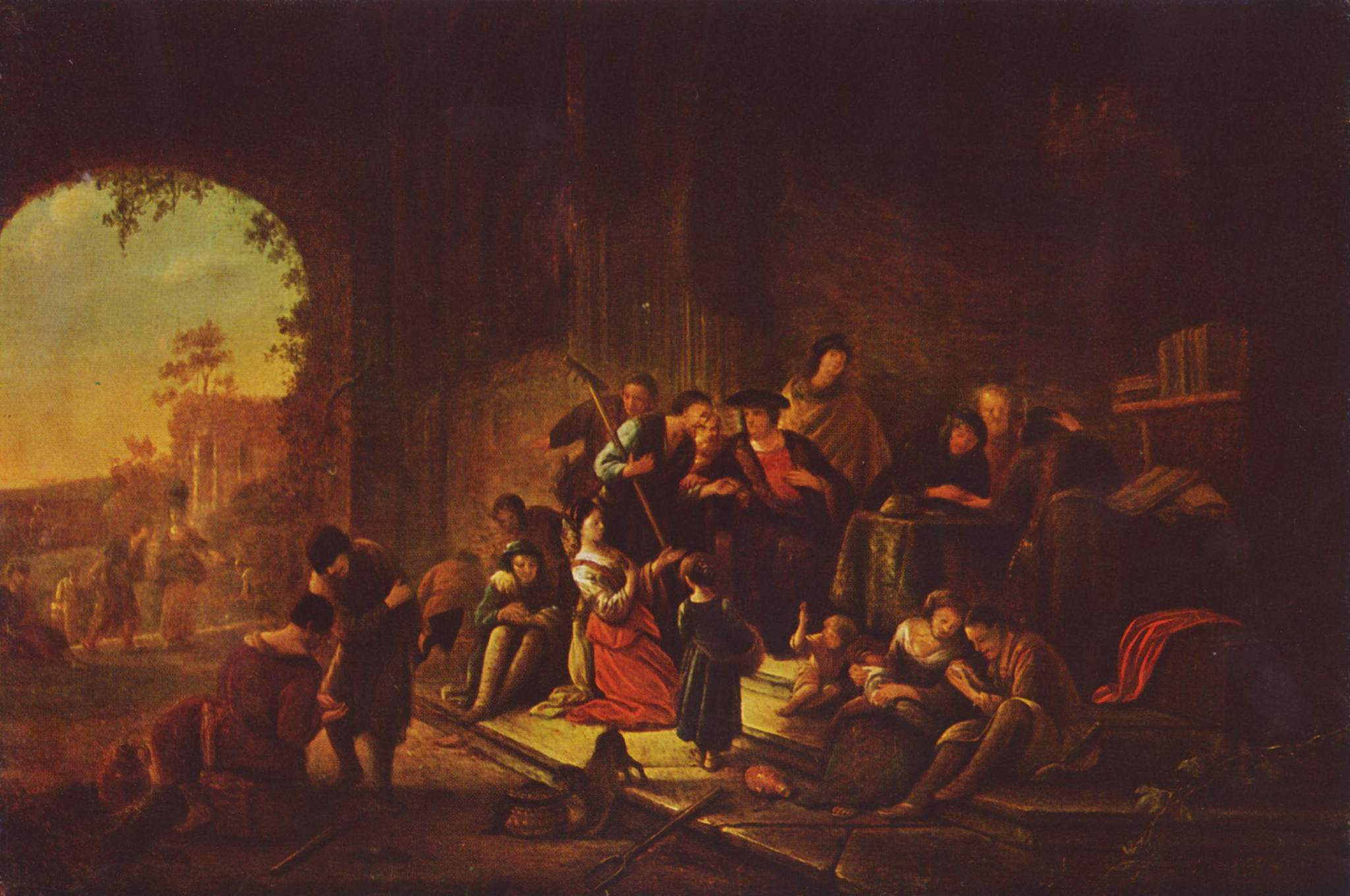
نقاشی تمثیل، توسط Jacob Willemszoon de Wet، اواسط قرن هفدهم

تمثیل کارگران در تاکستان (انگلیسی: Parable of the Workers in the Vineyard) (همچنین «مثل کارگران در تاکستان» یا «مثل کارفرمای سخاوتمند» نامیده می‌شود) یک مثل عیسی است که در فصل ۲۰ انجیل متی در عهد جدید ظاهر می‌شود. این موضوع در دیگر اناجیل متعارف گنجانده نشده‌است.
به عنوان یک تمثیل دشوار برای تفسیر توصیف شده‌است.

## متن
«زیرا ملکوت آسمان مانند زمین‌داری است که صبح زود بیرون آمد تا برای تاکستان خود کارگرانی اجیر کند. پس از توافق با کارگران برای یک دینار در روز، آنها را به تاکستان خود فرستاد. وقتی حدود ساعت نه بیرون رفت، دیگران را دید که بیکار در بازار ایستاده‌اند و به آنها گفت: «شما هم به تاکستان بروید و من هر چه حق است به شما می‌دهم.» پس رفتند. وقتی دوباره حوالی ظهر و حدود ساعت سه بیرون رفت، همین کار را کرد. و حدود ساعت پنج بیرون رفت و دیگران را دید که در اطراف ایستاده‌اند و به آنها گفت: "چرا تمام روز اینجا بیکار ایستاده‌اید؟" آنها به او گفتند: "چون کسی ما را اجیر نکرده‌است." "تو هم به تاکستان برو." وقتی غروب شد، صاحب تاکستان به مدیرش گفت: "کارگران را صدا کن و مزدشان را بده، از آخری شروع کن و بعد به اولی برو." ساعت پنج رسید، هر کدام یک دیناری دریافت کردند. وقتی اولین‌ها آمدند، فکر کردند که بیشتر دریافت خواهند کرد. اما هر یک از آنها یک دینار نیز دریافت کردند. و چون آن را دریافت کردند، علیه صاحب زمین غرغر کردند و گفتند: «اینها فقط یک ساعت کار کردند و تو آنها را با ما که بار روز و گرمای سوزان را به دوش کشیده‌ایم برابر کردی.» اما او به یکی از آنها پاسخ داد. آنها می‌گویند: «ای دوست، من به تو بدی نمی‌کنم. برای یک دینار با من موافق نبودی؟ آنچه متعلق به توست را بگیر و برو. من انتخاب می‌کنم که به این آخری همان چیزی را بدهم که به شما می‌دهم. آیا من اجازه ندارم کاری را که انتخاب می‌کنم با آنچه متعلق به من است انجام دهم؟ یا به خاطر اینکه من سخاوتمند هستم حسادت می‌کنید؟» پس آخرین‌ها اولین خواهند بود و اولین‌ها آخرین خواهند بود.»— متی ۲۰:۱–۱۶، نسخه استاندارد تجدیدنظر شده جدید

## تفسیرها
این تمثیل اغلب به این معنا تعبیر شده‌است که حتی کسانی که در اواخر عمر به ایمان می‌آیند، پاداش‌های مساوی با کسانی که زودتر به ایمان می‌آیند، به دست می‌آورند، و همچنین افرادی که در اوایل زندگی تبدیل می‌شوند، نیازی به حسادت نسبت به کسانی که بعداً به ایمان می‌آیند، ندارند. یک تفسیر جایگزین، کارگران اولیه را یهودیان معرفی می‌کند، که برخی از آنها از استقبال دیرآمدگان (غیریهودیان) به عنوان برابر در پادشاهی خدا خشمگین هستند. هر دوی این تفاسیر در تفسیر کتاب مقدس متیو هنری در سال ۱۷۰۶ مورد بحث قرار گرفته‌است.